# Armada de Nova Zelanda
L'Armada Reial de Nova Zelanda (en anglès Royal New Zealand Navy i en maori Et Taua Moana o Aotearoa) és l'armada o branca naval de les Forces de Defensa de Nova Zelanda. L'armada va ser creada l'1 d'octubre de 1941 durant la Segona Guerra Mundial, anteriorment les forces navals de Nova Zelanda eren part de la Royal Navy del Regne Unit. Un cop assolida l'autonomia organitzativa la denominació dels seus vaixells va canviar a HMNZS (His/Her Majesty's New Zealand Ship, en català Vaixell Neozelandès de Sa Majestat).

## Història
El primer registre d'un combat naval a Nova Zelanda és del 19 de desembre de 1642 a l'actual Golden Bay prop de l'extrem nord de l'Illa del Sud. S'enfrontaren els dos vaixells de l'explorador neerlandès Abel Tasman (considerat el primer occidental en descobrir Nova Zelanda) i diverses canoes de guerra maori.
L'Armada Neozelandesa no va existir com una força militar independent fins a l'any 1941. L'associació de la Royal Navy britànica amb Nova Zelanda va començar amb l'arribada del tinent (després capità) James Cook l'any 1769, Cook va fer dos viatges més a Nova Zelanda en els anys 1773 i 1777. Visites ocasionals de la Royal Navy es van realitzar des de finals del segle xviii fins a la signatura del tractat de Waitangi en l'any 1840. William Hobson, un personatge crucial en l'elaboració del tractat, es trobava a Nova Zelanda com a capità en la Royal Navy. La signatura del tractat de Waitangi va fer de Nova Zelanda una colònia de l'Imperi britànic, així que la defensa de les seves costes va recaure en la Royal Navy, rol que va mantenir fins a la Primera Guerra Mundial. Durant aquests anys la Royal Navy va assistir en les guerres de Nova Zelanda, per exemple van bombardejar un fort des del riu Waikato per poder derrotar el moviment del rei maori.

### Primera Guerra Mundial i el període d'entreguerres
En 1909 el govern de Nova Zelanda va decidir finançar la compra del creuer de batalla HMS New Zealand per a la Royal Navy, aquest vaixell va entrar en acció al llarg de la Primera Guerra Mundial a Europa. L'aprovació de la Llei de Defensa Naval de 1913 va crear les Forces Navals Neozelandeses, encara com a part integrant de la Royal Navy, i entre 1921 i 1941 la força va ser coneguda com la Divisió Neozelandesa de la Royal Navy. La primera compra del govern neozelandès per a les Forces Navals Neozelandeses va ser el creuer HMS Philomel, el qual va escortar a les forces terrestres neozelandeses en l'ocupació de la colònia alemanya de Samoa l'any 1914. Philomel va veure més acció sota el comandament de la Royal Navy al Mar Mediterrani, el Mar Roig i el Golf Pèrsic.
Entre la Primera i la Segona Guerra Mundial, la Divisió Neozelandesa va operar 14 vaixells, com els creuers HMS Achilles i HMS Leander, i el dragamines HMS Wakakura. Entre els anys 1919 i 1921 fins al mes d'octubre de 1940, la Royal Navy a Nova Zelanda va ser anomenada ocasionalment Esquadró Naval de Nova Zelanda.

### Segona Guerra Mundial

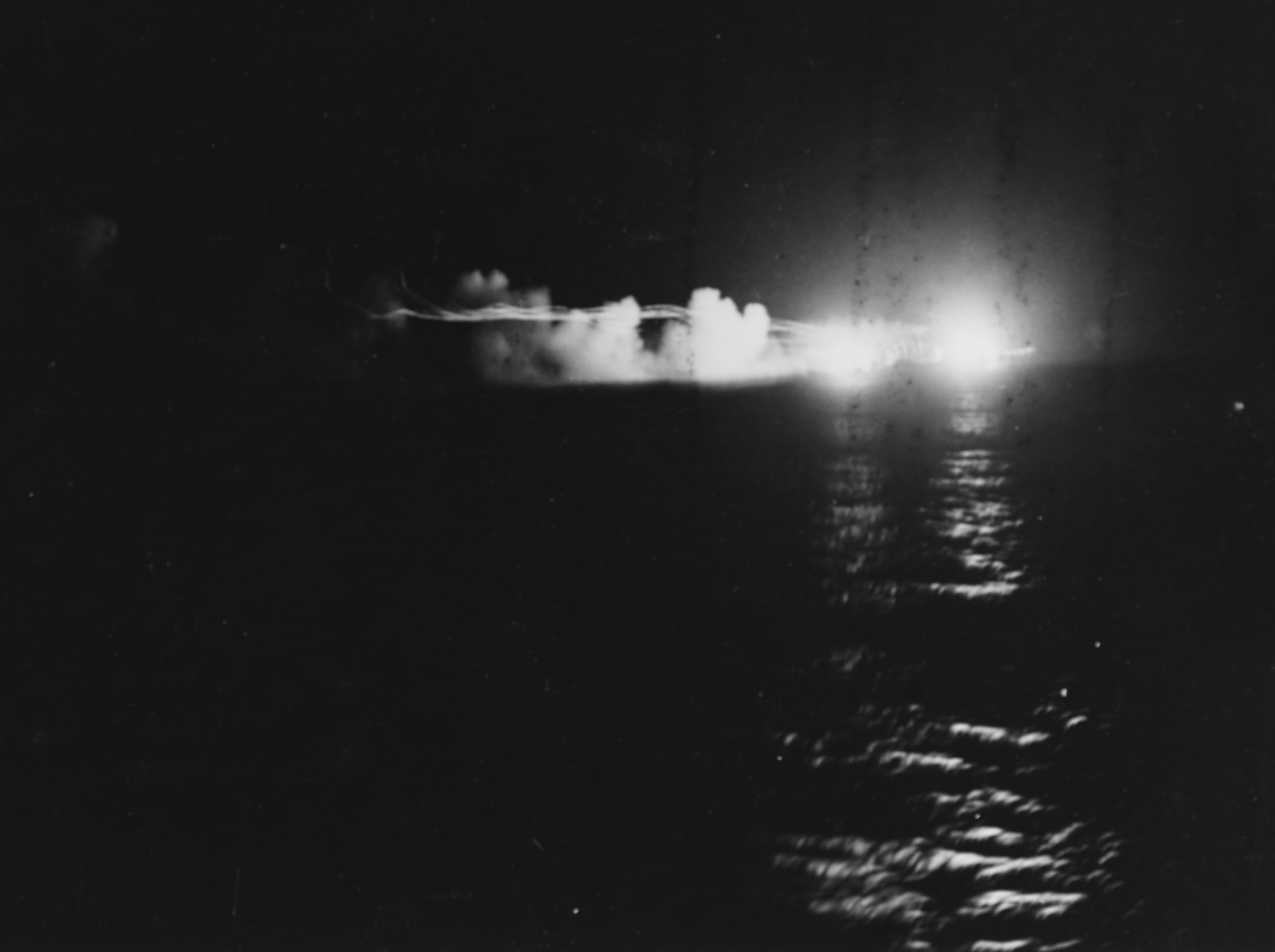
HMNZS Leander i l'USS St. Louis disparant contra el Jintsu.

L'any 1939 quan el Regne Unit va entrar en guerra contra Alemanya Nova Zelanda va declarar la guerra al Tercer Reich. La Divisió Neozelandesa de la Royal Navy va esdevenir la Reial Armada Neozelandesa (en anglès, Royal New Zealand Navy o RNZN) a partir de l'1 d'octubre de 1941. Aquesta força naval ja era en gran part autosuficient i independent de la Royal Navy britànica. Els vaixells de guerra van passar a portar el prefix HMNZS (His/Her Majesty's New Zealand Ship, en català, Vaixell Neozelandès de Sa Majestat).

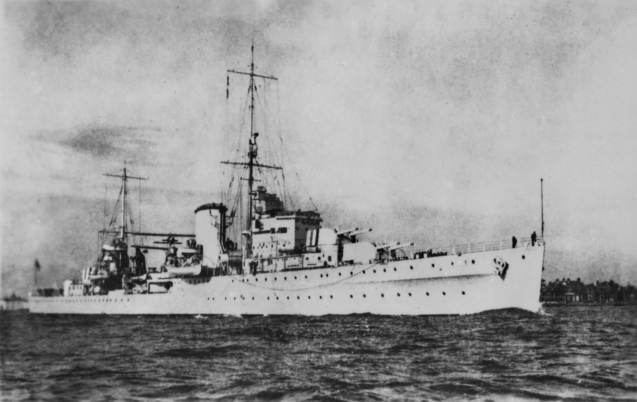
HMNZS Achilles

El HMNZS Achilles va participar en la primera gran batalla naval de la Segona Guerra Mundial, la batalla del Riu de la Plata, prop de l'estuari del riu de la Plata entre Argentina i Uruguai, al desembre de 1939. Achilles i altres dos creuers, l'HMS Ajax i l'HMS Exeter, van participar en una operació que va obligar a la tripulació del cuirassat de butxaca alemany Admiral Graf Spee a enfonsar la nau per a no patir més baixes humanes. Aquesta decisió aparentment va enfuriar a al Führer Adolf Hitler. Achilles després es va traslladar al Pacífic, i va estar treballant amb l'Armada dels Estats Units quan va ser danyada per una bomba japonesa prop de Nova Geòrgia. Després de ser reparada, va servir al costat de la Flota Britànica del Pacífic fins al final de la guerra.
El HMNZS Leander va escortar la Força Expedicionària Neozelandesa a l'Orient Mitjà en 1940 i va estar desplegat en el Mar Mediterrani, el Mar Roig i l'Oceà Índic. Leander va sofrir atacs aeris i navals per part de forces de l'Eix, va dur a terme bombardejos i va escortar combois. Al febrer de 1941, Leander va enfonsar el creuer auxiliar italià Ramb I en l'Oceà Índic. En 1943, després d'operar més temps en el Mediterrani, Leander va tornar a l'Oceà Pacífic. Va assistir en la destrucció del creuer japonès Jintsu i va ser danyat seriosament per torpedes en la Batalla de Kolombangara. La gravetat dels danys va fer que el Leander hagi romàs en port sent reparat fins al final de la guerra.
A mesura que va avançar la guerra, la grandària de la RNZN va augmentar dramàticament, i al final de la guerra ja comptava amb 60 vaixells. Aquests van participar com a part de l'esforç de guerra britànic i de la Commonwealth en contra de l'Eix a Europa i contra els japonesos en el Pacífic. També van jugar un rol important en la defensa de Nova Zelanda de creuers auxiliars alemanys i, en particular, quan l'amenaça d'una possible invasió japonesa semblava imminent en 1942. Molts vaixells comercials van ser requisats i armats per ajudar en la defensa. Un d'aquests va ser el HMNZS Monowai, el qual va veure acció en contra del submarí japonès I-20 prop de Fiji en 1942. En 1941-42, es va decidir en un acord entre els governs de Nova Zelanda i els Estats Units que el millor rol pel RNZN en el Pacífic era com a part de l'Armada dels Estats Units, i així va ser que el control operacional de la RNZN va passar al comando de l'Àrea del Sud-oest del Pacífic, i els seus vaixells es van unir la força d'assalt de la Setena Flota dels Estats Units.
En 1943, el creuer lleuger HMS Gàmbia va ser transferit a la RNZN com el HMNZS Gàmbia. El novembre de 1944 es va crear la Flota Britànica del Pacífic (BPF, segons les seves sigles en anglès), una formació militar conjunta de la Mancomunitat Britànica amb base en Sydney, Austràlia. La majoria dels vaixells de la RNZN van ser transferits a la BPF, incloent al Gàmbia i el Achilles. Ells van participar de la batalla d'Okinawa i les operacions a les Illes Sakishima prop del Japó. a l'agost de 1945, el HMNZS Gàmbia va ser el representant de Nova Zelanda en la rendició del Japó.

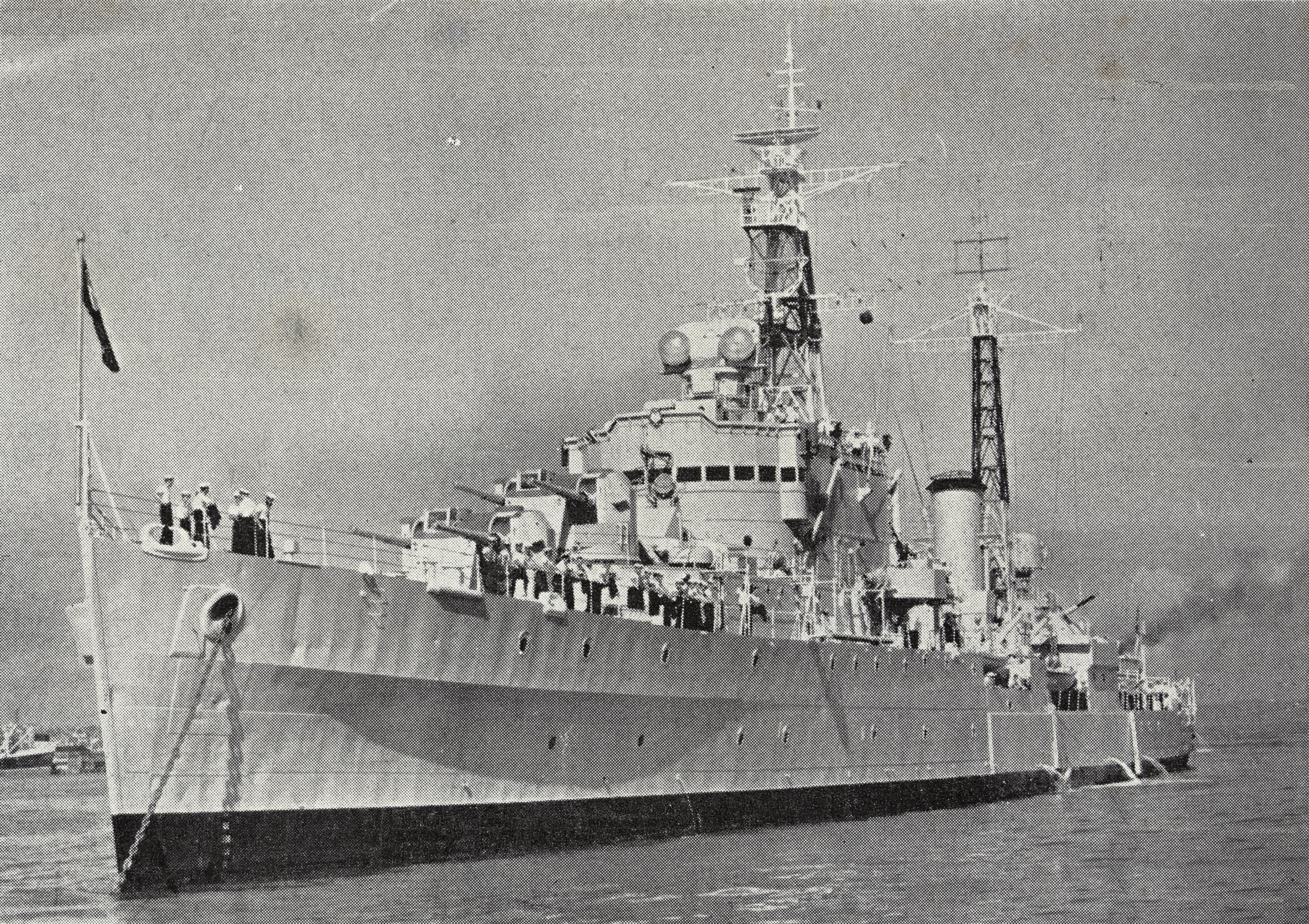
HMNZS Royalist en Waitemata Harbour, 1956.

### Postguerra
Vaixells de la RNZN van participar en la Guerra de Corea. El 29 de juny, tan sols quatre dies després que 135.000 tropes de Corea del Nord travessessin el paral·lel 38 a Corea, el govern neozelandès va ordenar que dues fragates classe Loch - HMNZS Tutira i HMNZS Pukaki es preparin per dirigir-se a aigües coreanes, i durant tota la guerra, almenys dos vaixells de Nova Zelanda van estar estacionats en el teatre de guerra.
El 3 de juliol aquests dos vaixells van partir de la Base Naval de Devonport a Auckland i es van unir a altres forces de la Mancomunitat de Nacions en Sasebo, Japó, el 2 d'agost. Aquests vaixells van servir sota el comandament d'un comandant de bandera britànica i van formar part de la força de reconeixement de l'Armada dels Estats Units durant la Batalla d'Incheon, realitzant bombardejos sobre la costa i l'interior. Més fragates classe Loch de la RNZN es van unir a aquesta força má avanci - Rotoiti, Hawea, Taupo i la Kaniere, igual que altres vaixells petits. Solament un mariner de la RNZN va morir durant el conflicte - durant la Batalla d'Incheon.
L'Armada després participaria en l'Emergència Malaia, i la confrontació Indonèsia-Malàisia. En les últimes tres dècades la RNZN ha operat a l'Orient Mitjà en un nombre d'ocasions. Vaixells de la RNZN van jugar un rol en la Guerra Iran-l'Iraq, ajudant a la Royal Navy a protegir a vaixells neutrals en l'Oceà Índic. Fragates també van ser enviades a participar en la Guerra del Golf, i més recentment en l'Operació Enduring Freedom La RNZN també ha jugat un important rol en els conflictes del Pacífic. Forces navals van ser utilitzades en els conflictes en Bougainville, les Illes Salomó i Timor-Leste en els anys 1990. La RNZN també participa regularment en operacions de pau de les Nacions Unides. L'autoritat principal de l'armada era el Comodoro Auckland, a partir de 1961, però aquest títol va ser canviat a Comandant Marítim al març de 1993. Entre els Comodoros Auckland estava el Comodoro J O'C Ross, qui més endavant va escriure The White Ensign in New Zealand, i posteriorment el Contraalmirall i Cap de les Forces Navals, John McKenzie.
La RNZN ha jugat un rol molt més ampli que simplement les activitats relacionades a conflictes bèl·lics. Des de 1946, ha patrullat les aigües territorials de Nova Zelanda i de la seva Zona Econòmica Exclusiva per a la protecció d'àrees pesqueres. També té un rol de recolzo en el desplegament neozelandès en l'Antàrtida a la Base Scott.
Un dels rols més coneguts que la RNZN ha jugat al món va ser quan les fragates Canterbury i Otago van ser enviades al Atolón de Moruroa en 1973 per protestar en contra de les proves nuclears franceses allí. Les fragates van ser enviades dins de la zona d'explosió potencial de la bomba, la qual cosa va obligar a França a posposar les proves.
Al maig de 1982, el Primer Ministre Robert Mulgoon va assignar la fragata HMNZS Canterbury a la Royal Navy durant la durada de la Guerra de les Malvines. La Canterbury va ser desplegada al costat de la Patrulla Armilla en el Golf Pèrsic, per rellevar una fragata britànica perquè aquesta última pugui dirigir-se a l'Atlàntic Sud. Canterbury després seria reemplaçada per la HMNZS Waikato a l'agost.
Fins als anys 1960, la RNZN onejava, igual que altres armades del Domini, el Pavelló Blanco com pavelló comú. Després de la guerra, les polítiques exteriors d'aquests estats independents s'havien tornat més independents i hi havia un desig major per identitats separades, especialment si un Domini tenia hostilitats quan hi havia un altre que no. Així va ser que, en 1968, la RNZN adotó el seu propi pavelló, el manté la Bandera de la Unió en el quadrant superior, però reemplaça a la Creu de Sant Jordi amb la constel·lació de la Creu del Sud que es troba en la bandera nacional.

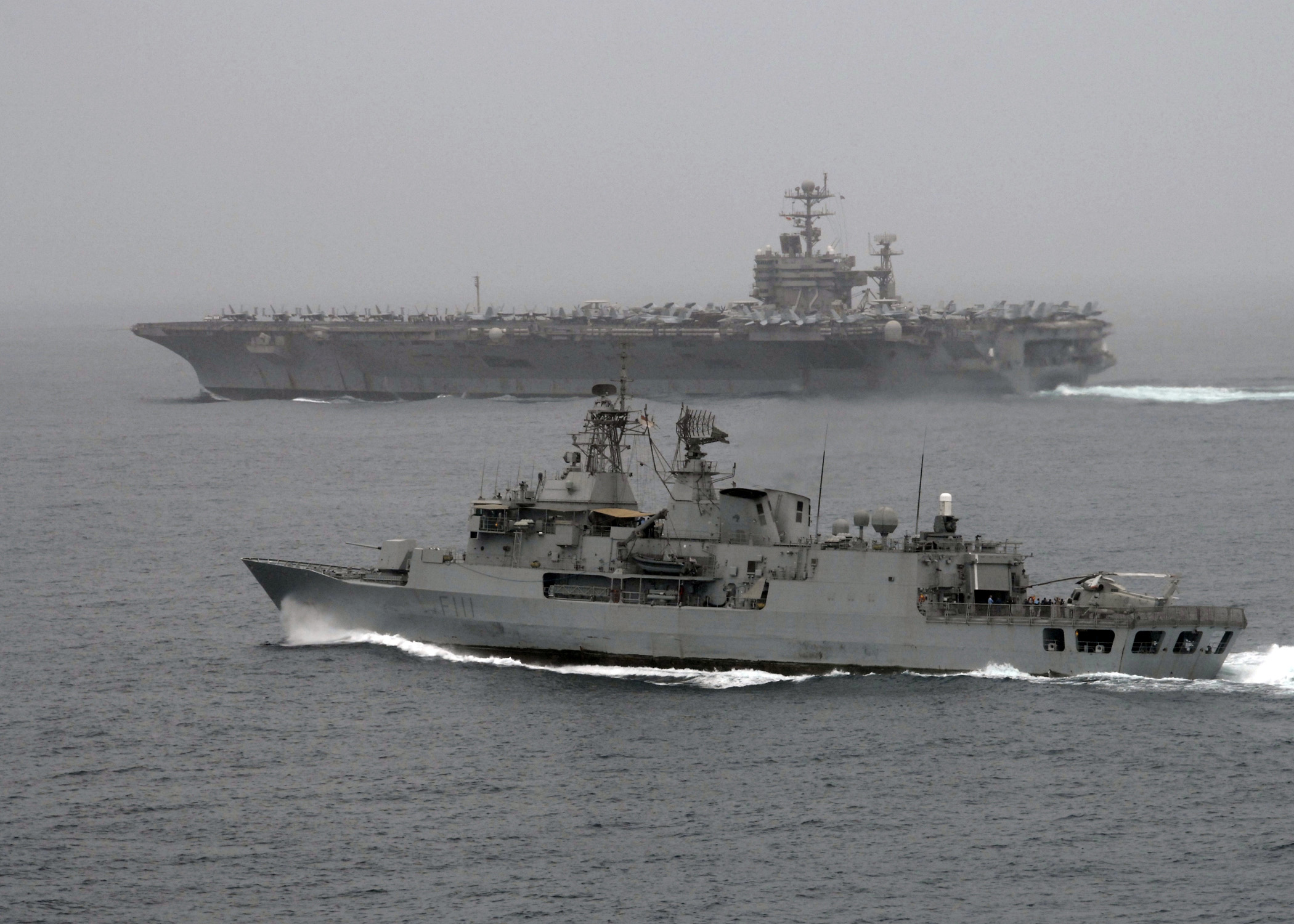
La Fragata HMNZS Et Raja de la RNZN al costat del portaavions classe Nimitz USS Abraham Lincoln en el nord del Mar Aràbic mentre participava de l'Operació Enduring Freedom en 2008.

El vaixell de reconeixement hidrogràfic de la RNZN fins a 2012 va ser el HMNZS Resolution, que va reemplaçar al HMNZS Monowai. Resolution va ser utilitzada per realitzar reconeixement i mapes dels mars al voltant de Nova Zelanda i les Illes del Pacífic. Un petit vaixell de motor, el SMB Adventure, era operat des de Resolution. Resolution portava amb si alguns dels equips de reconeixement més avançats. HMNZS va ser retirat de servei a la Base Naval de Davenport el 27 d'abril de 2012.

Pavelló Blanco
Pavelló de la Royal New Zealand Navy

## Flota actual
La RNZN actualment es troba en un període de transició en el qual el seu rol està sent expandit per convertir-la en una armada més versàtil del que ho ha estat en el passat recent. Diversos vaixells, basats en la fragata i orientades al combat, estan sent incorporades a la flota i li han donat una plataforma potencial més àmplia des de la qual treballar.
Les categoritzacions dels vaixells utilitzades aquí són preses del lloc web de la RNZN.

### Força de Combat Naval

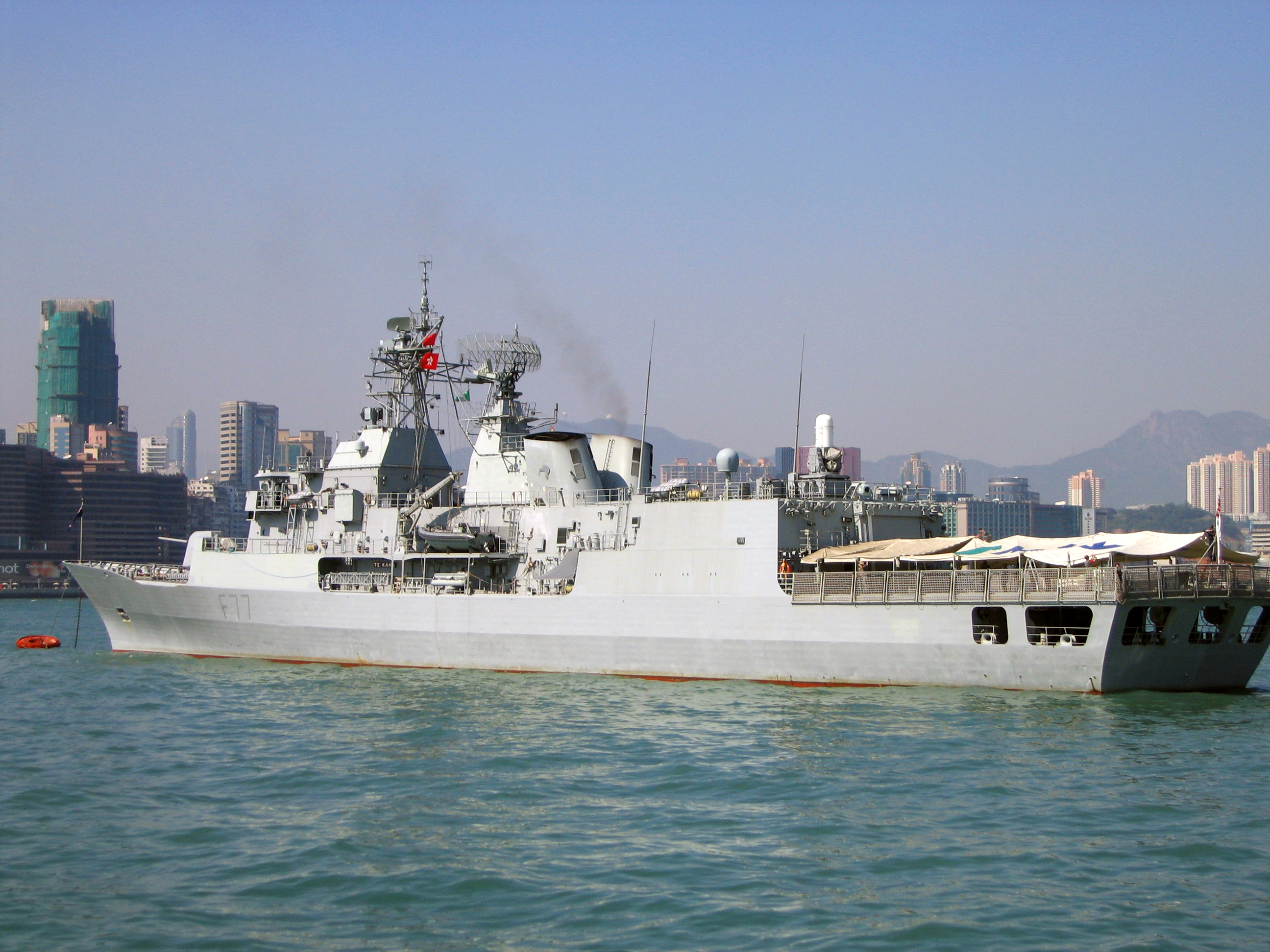
HMNZS Et Kaha a Hong Kong.

La força de combat naval actualment consisteix en dues fragates de la classe Anzac: la HMNZS Et Kaha i la HMNZS Et Raja. Tots dos vaixells estan basats a la Base Naval de Davenport a la costa nord d'Auckland. Et Kaha va ser comissionada el 26 de juliol de 1997 i Et Raja el 10 de desembre de 1999.
Les especificacions i armaments dels dos vaixells són idèntiques.

### Força de Patrullatge Naval

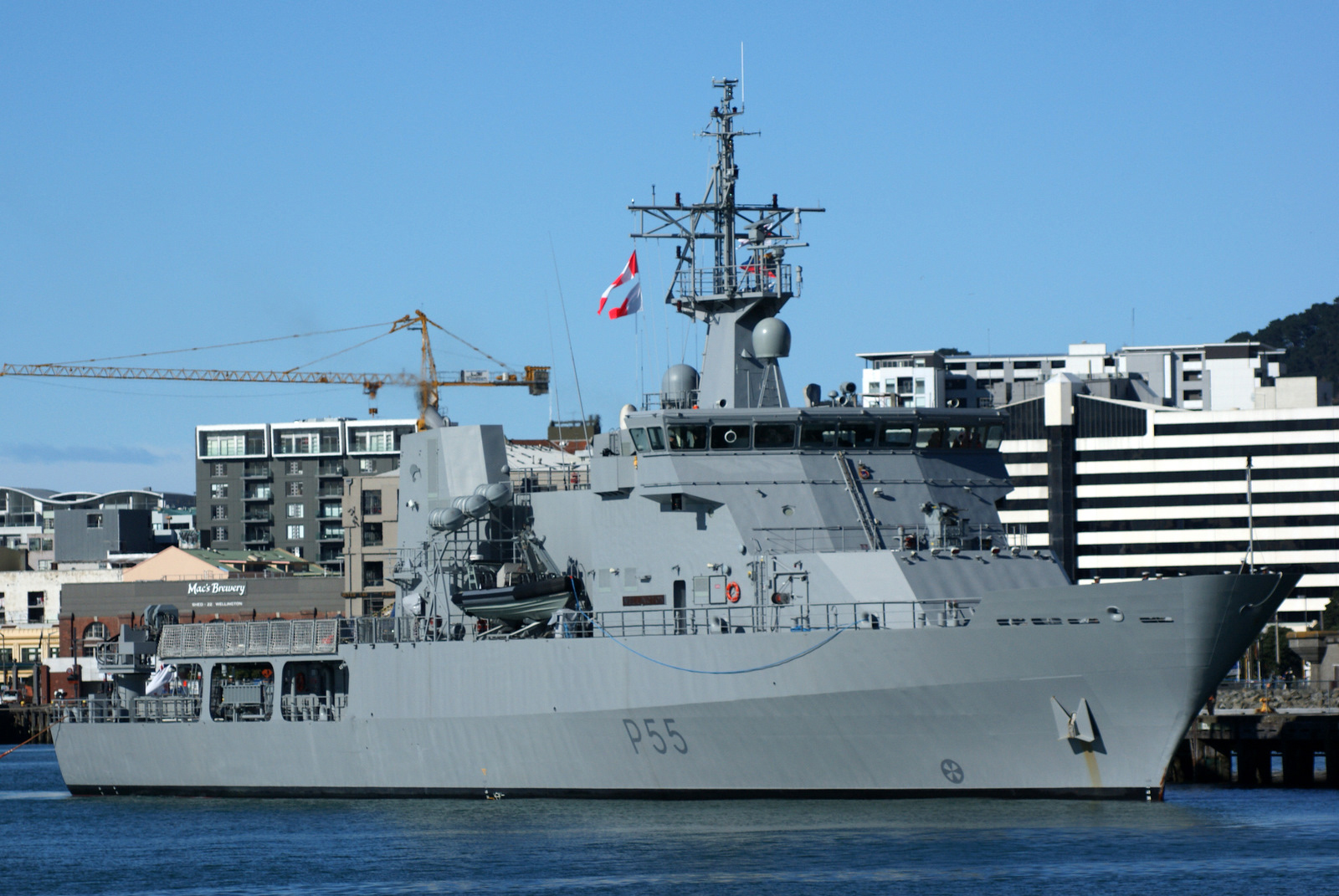
HMNZS Wellington en port a Wellington

La Força de Patrullatge Naval (en anglès, Naval Patrol Force o NPF) és responsable del patrullatge de la zona econòmica exclusiva (EEZ) de Nova Zelanda, una de les més grans del món. A més, la NPF proveeix assistència a diverses d'agències del govern civil, entre elles el Departament de Conservació, la Policia i la Duana de Nova Zelanda, el Ministeri de Pesca i d'altres. El NPF actualment consisteix en:
- 2 vaixells de patrulla d'altura de la classe Protector: HMNZS Otago i HMNZS Wellington.
- 4 patrullers costaners de la classe Protector: HMNZS Pukaki, Hawea, Rotoiti, i Taupo.

### Força Naval de Suport Logístic
El HMNZS Endeavour és el vaixell cisterna de la flota. Proveeix combustible i altres subministraments a les fragates quan estan en operacions internacionals, i per a vaixells aliats en cas que així ho requereixin. Endeavour va rebre el seu nom en honor del vaixell de la Royal Navy que va portar a James Cook a Nova Zelanda en el seu primer viatge en 1769. La seva base està a la ciutat de Nova Plymouth.
El HMNZS Canterbury és el nou vaixell multifunció de la RNZN i va entrar en servei el juny de 2007.

### Suport Naval de Bussos
El Grup de Suport de Guerra Litoral consisteix en l'Equip de Resposta Anti Mines, l'Equip de Reconeixement Marítim i l'Equip de Bussos Operacional (Operational Diving Team en anglès, o ODT). L'ODT és entrenat per immersions profundes, demolicions submarines i eliminació d'explosius. El grup està recolzat per la Força Hidrogràfica i un Vaixell de Suport de Bussos. A més, el grup opera quatre vehicles submarins autònoms REMUS 100.
El HMNZS Manawanui és el vaixell especialitzat que proveeix el suport principal per les submersions.

### Aeronaus
La RNZN opera cinc helicòpters Kaman SH-2G Seasprite per a ús en dues fragates i per a ús en el nou vaixell multifuncional i dos vaixells de patrulla marina que van ser incorporats a la flota en 2007 i 2008. Aquestes cinc aeronaus són part de l'Esquadró No. 6 de la Real Força Aèria Neozelandesa (Royal New Zealand Air Force en anglès, o RNZAF). L'esquadró està basat a la base Whenuapai a Auckland, i els helicòpters són assignats als vaixells a mesura que són enviats en missions en diversos llocs del planeta. Les funcions dels helicòpters són:
- missions de guerra en la superfície i operacions de reconeixement
- guerra submarina
- lliurament de serveis/logística
- cerca i rescat
- evacuació mèdica
- entrenament
- assistència a altres agències del govern de Nova Zelanda.[20]

## Funció

### Defensa
A la seva Declaració d'Intencions, les Forces de Defensa de Nova Zelanda (en anglès, New Zealand Defense Force o NZDF) indiquen que la seva missió principal és:
"protegir a Nova Zelanda d'amenaces externes, protegir els nostres drets sobirans, incloent la Zona Econòmica Exclusiva i tenir la capacitat de dur a terme accions per bregar amb possibles contingències a la nostra àrea estratègica d'interès".
Les NZDF indica als següents com els resultats intermedis de la seva missió:
1. Protegir a Nova Zelanda, incloent a la seva gent, terra, aigües territorials, zona econòmica exclusiva, recursos naturals i infraestructura crítica.
2. Reduir els riscos per a Nova Zelanda de la inseguretat regional i global.
3. Promoure els valors i interessos de Nova Zelanda a través de la participació en sistemes de seguretat regional i internacional.
4. Que Nova Zelanda pugui enfrontar-se als desafiaments futurs a la seva seguretat nacional.[22]

El rol de l'armada és el de complir amb els elements marítims de les missions de la NZDF.

### Participació internacional
La RNZN té el rol de prevenir qualsevol agitació a Nova Zelanda. Això pot realitzar-se a través d'una presència en aigües internacionals i assistint en treballs de reconstrucció en països en problemes. Per exemple, qualsevol agitació a les Illes del Pacífic té el potencial d'afectar Nova Zelanda per la gran quantitat d'illencs del Pacífic que viuen al país. L'estabilitat del Pacífic Sud està en els interessos de Nova Zelanda. L'armada ha participat en operacions de pau a Timor-Leste, Bougainville i les Illes Salomó, en suport d'operacions en terra.

### Rols civils
En 2002 Maritime Forces Review va identificar un nombre de rols que les agències governamentals requerien que realitzi la RNZN. Aproximadament 1.400 dies en el mar són necessaris per complir aquestes tasques tots els anys.
Aquestes tares inclouen el patrullaje de la Zona Econòmica Exclusiva, transport a illes oceàniques, i serveis de suport per a la Duana de Nova Zelanda.
La RNZN anteriorment produïa informació hidrogràfica per Land Information New Zealand sota un contracte comercial, no obstant això, després que el HMNZS Resolution, el vaixell dedicat a exploració hidrogràfica, el contracte va ser acabat i ara l'Armada s'enfoca en hidrografia militar.

### Desplegaments actuals
Des de 2001, ambdues fragates ANZAC han participat de l'Operació Enduring Freedom en el Golf Pèrsic i han realitzat operacions de patrullaje marítim en suport dels esforços nord-americans i aliats a Afganistan.
El 21 de juny de 2006 Et Raja va estar en el Sud-est Asiàtic, i Et Kaha estava en aigües neozelandeses, per ser desplegat al Sud-est Asiàtic en la segona meitat de 2006.

## Personal

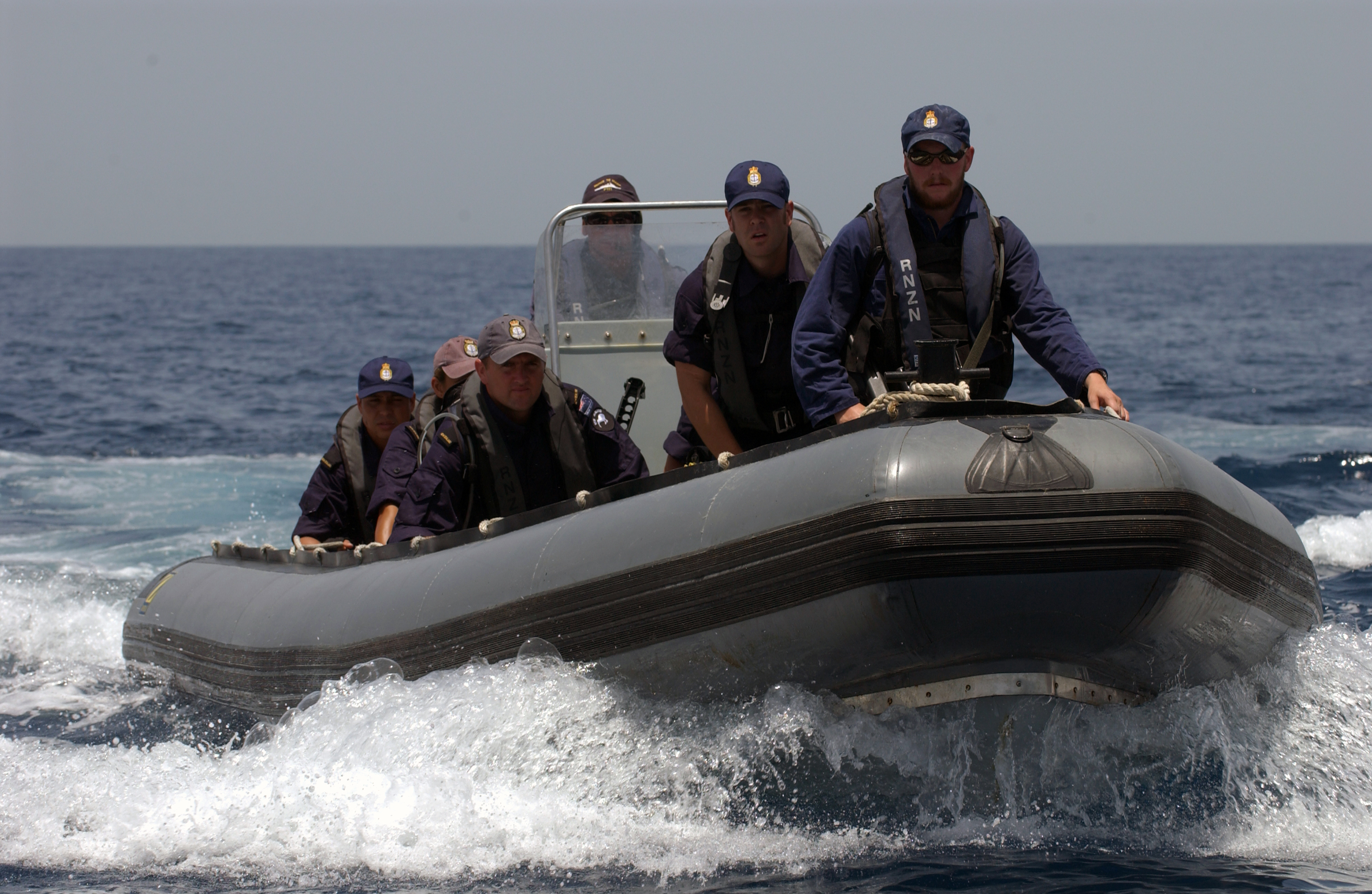
Un equip d'abordatge del HMNZS Et Raja durant el desplegament del vaixell en el Golf d'Oman en 2004.

L'1 de juliol de 2007 la RNZN tenia un total de 2.034 mariners regulars, 237 reservistas i 378 empleats civils, fent un total de 2.699. Uns 1800 d'aquest total estan basats a la Base Naval de Devonport Naval a Auckland.
I 1 de gener de 2011 la RNZN comptava amb 2.135 mariners regulars, 332 reservistas i 375 empleats civils.

### Reserves

#### Flota de reserva
Tot el personal regular en baixa de la RNZN poden ser cridats a servir en la Flota de Reserva de l'Armada Real Neozelandesa. La Flota de Reserva té una llista activa i inactiva. El personal de la RNZNVR pot triar servir fins a quatre anys en la flota de reserva en baixa.
La RNZN no ha publicat nombres sobre la Flota de Reserva des de principis dels anys 1990.

#### Reserva voluntària
El principal component de la reserva de la RNZN és la Reserva Voluntària de l'Armada Real Neozelandesa (en anglès Royal New Zealand Naval Volunteer Reservi, o RNZNVR), la qual està organitzada en quatre unitats amb seu a Auckland (amb una unitat satèl·lit en Tauranga), Wellington, Christchurh, i Dunedin:
- HMNZS Ngapona: Naval Reservi, Auckland[26]
- HMNZS Olphert: Naval Reservi, Wellington[27]
- HMNZS Pegasus: Naval Reservi, Christchurch[28]
- HMNZS Toroa: Naval Reservi, Dunedin[29]

Actualment civils poden unir-se a la RNZNVR en una de tres branques: Administració, Servei Marí (per servir en IPVs) i Organització de Comerç Marítim (anteriorment Control Naval de Transport). A més, personal regular retirat també es pot unir al RNZNVR en la seva antiga branca, i depenent del temps que va estar fos de servei i el seu rang. El requeriment d'assistir a un curs d'entrenament obligatori una nit per setmana ha estat suspès.

### Entrenament
Suboficials navals comencen un curs d'entrenament bàsic de 12 setmanes (Basic Common Training en anglès) abans de començar l'entrenament en la seva branca o la seva especialitat.
Oficials navals han de completar 22 setmanes d'entrenament en tres fases abans de començar el seu entrenament com a especialistes.

### Finançament

#### Finançament regular
La RNZN és finançada a través d'un "vot" del Parlament de Nova Zelanda. Les Forces de Defensa de Nova Zelanda financen els fons per al personal, operacions i financers. El financimiento després és assignat a "Classes de Despeses" específiques, les quals estan alineades amb objectius de polítiques públiques.
L'assignació de fons per a cada classe inclou consumibles, personal, depreciació i un 'Càrrec per Capital'. Aquest últim és un mecanisme presupuestal utilitzat per reflectir el cost del capital de la Corona i va ser fixat a 7,5% per a l'any 2009-10.

#### Projectes importants
El Ministeri de Defensa de Nova Zelanda és el responsable de adquicisión d'importants articles d'equipament militar necessaris per mantenir els requeriments de capacitats de la Força de Defensa de Nova Zelanda. El finançament per al Ministeri de Defensa és apropiat en forma separada.

### Instal·lacions en terra

#### Museu Naval
El Museu Naval de l'Armada Real Neozelandesa està situat a King Edward Parade 64, Devonport, Auckland, Nova Zelanda.
i compta amb una important col·lecció d'artefactes navals i registres detallats.

#### Centre de Comunicacions NavalsIrirangi
HMNZS Irirangi era una Estació de Comunicació Naval en Waiouru.

## Uniformes i insígnia
Els uniformes de la RNZN són molt semblants als uniformes de la Royal Navy britànica, i altres armades de la Mancomunitat de Nacions. Tanmateix, el personal de la RNZN porta la nacionalitat ("NEW ZEALAND") en una insígnia corba a l'espatlla a l'uniforme de servei, i brodada en a l'espatlla. La RNZN fa servir el rang de alferes com el seu rang comissionat més baix.

## Més informació
- Rear-Admiral Jack Welch, "New Zealand's navy seeks 'credible minimum'", International Defence Review 9/1995, Vol. 28, No. 9, pages 75–77.